# Виолончель
Виолонче́ль (возможно через фр. violoncelle, от итал. violoncello, уменьшит.-ласкат. от violone — «контрабасик; маленький контрабас», образованного от violone) — смычковый музыкальный инструмент с 4-мя струнами, настроенными по квинтам: Cб Gб Dм Aм. 
Виолончель по высоте звучания занимает промежуточное положение между более высоким альтом и низким контрабасом.

## История

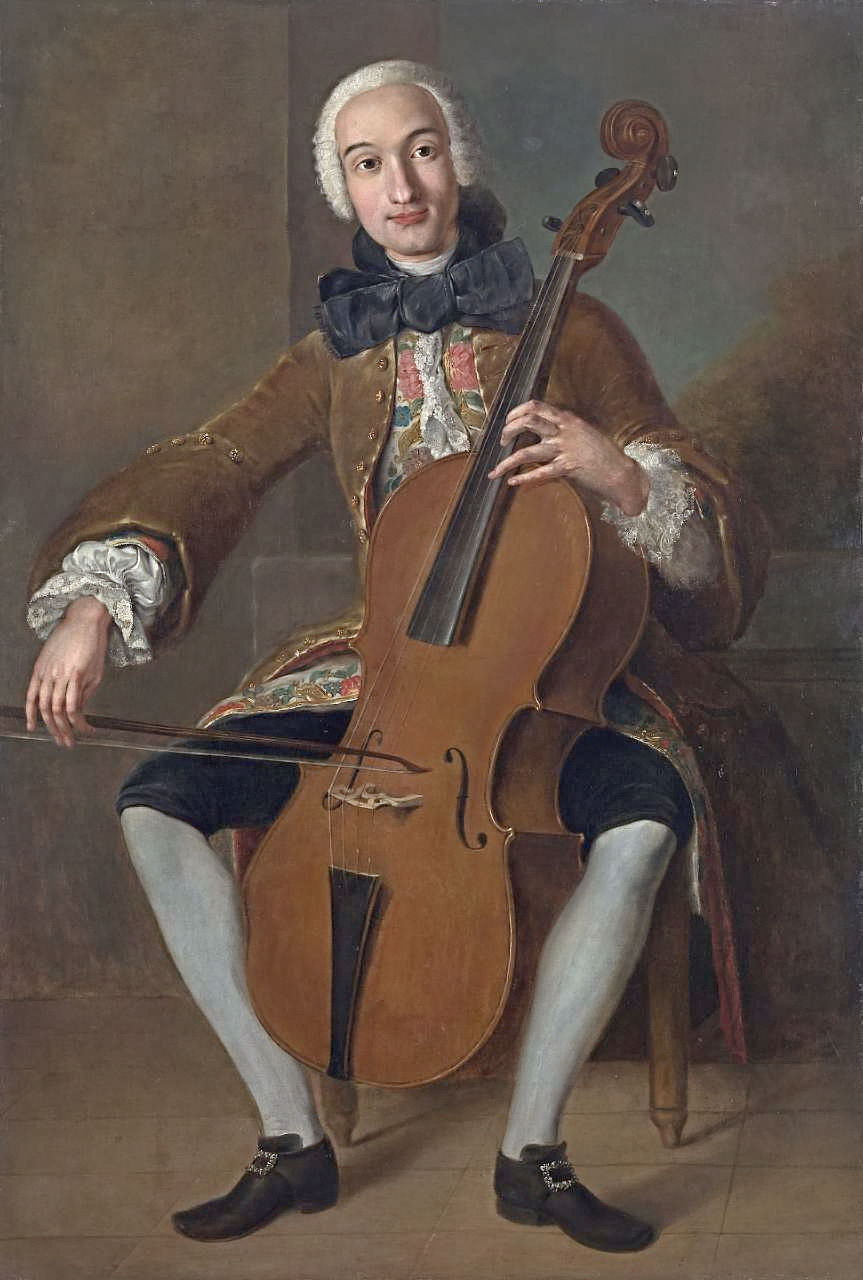
До появления в конструкции виолончели шпиля инструмент удерживали икрами ног

Появление виолончели относится к началу XVI века. Первоначально она применялась как басовый инструмент для сопровождения пения (или исполнения на инструменте более высокого регистра). Существовали многочисленные разновидности виолончели, отличавшиеся друг от друга размерами, количеством струн, строем (чаще всего встречалась настройка на тон ниже современной).
В XVII—XVIII веках усилиями выдающихся музыкальных мастеров итальянских школ (Николо Амати, Джузеппе Гварнери, Антонио Страдивари, Карло Бергонци, Доменико Монтаньяна) была создана классическая модель виолончели с твёрдо устоявшимся размером корпуса. В конце XVII века появились первые сольные произведения для виолончели ― сонаты и ричеркары Доменико Габриелли. К середине XVIII века виолончель начала использоваться как концертный инструмент, и благодаря более яркому, полному звуку и улучшающейся технике исполнения окончательно вытеснила из музыкальной практики виолу да гамба. Виолончель также входит в состав симфонического оркестра и камерных ансамблей. Окончательное утверждение виолончели как одного из ведущих инструментов в музыке произошло в XX веке усилиями выдающегося музыканта Пабло Казальса. Развитие школ исполнения на этом инструменте привело к появлению многочисленных виолончелистов-виртуозов, регулярно выступающих с сольными концертами.
Репертуар виолончели весьма широк и включает многочисленные концерты, сонаты, сочинения без сопровождения.

## Техника игры
Принципы игры и штрихи при исполнении на виолончели — те же, что и на скрипке, однако, вследствие бо́льших размеров инструмента и иного положения играющего техника игры на виолончели усложнена. Применяются флажолеты, пиццикато, ставка большого пальца и другие приёмы игры. Звук виолончели певучий и напряжённый, в верхнем регистре на нижних струнах слегка сдавленный.
Строй струн виолончели: C, G, d, a («до», «соль» большой октавы, «ре», «ля» малой октавы), то есть на октаву ниже альта. Диапазон виолончели, благодаря разработанной технике игры на струне a, очень широк — от C («до» большой октавы) до a4 («ля» первой октавы) и выше. Ноты пишутся в басовом, теноровом и скрипичном ключах соответственно действительному звучанию.
До конца XIX века исполнители удерживали виолончель икрами ног. Но в конце XIX[уточнить] века французский виолончелист П. Тортелье изобрёл изогнутый шпиль, который придаёт инструменту более пологое положение. При игре исполнитель опирает виолончель о пол шпилем, что несколько облегчает технику игры.
Виолончель широко распространена как сольный инструмент, группа виолончелей применяется в струнном и симфоническом оркестрах, виолончель — обязательный участник струнного квартета, в котором является самым низким (кроме контрабаса, который иногда в нём применяется) из инструментов по звучанию, также часто применяется в других составах камерных ансамблей. В оркестровой партитуре партия виолончелей пишется между партиями альтов и контрабасов.